# Kvinesdal
Kvinesdal est une kommune de Norvège. Elle est située dans le comté d'Agder.